# Tartrazina
La tartrazina, en anglès "tartrazine" també yellow 5, és un colorant sintètic de color groc llimona que pertany als compostos azo. Principalment es fa servir com additiu alimentari. Té el codi E E102.
La tartrazina és soluble en aigua i té una absorbància màxima en solució aquosa a 427±2 nm, corresponent al color groc.
A la Unió Europea, l'Autoritat Europea de Seguretat Alimentària permet usar la tartrazina en el formatge processat, fruits i verdures enllaunades o embotellades, peix processat o productes de la pesca i vins o begudes basades en el vi.

## Aliments que contenen tartrazina
La tartrazina es fa servir com a colorant a tot el món, principalment per donar color groc però també es pot fer servir per produir tons de blau o de verd.
Molts aliments contenen tartrazina en diverses proporcions però la tendència actual és a evitar-la o substituir-la per substàncies no sintètiques com l'annatto, maltat, o betacarotè
- Postres o dolces que poden contenir tartrazina: gelats, caramels (com, per exemple, els ossets de goma), núvols de sucre, gelatines, bescuits i galetes, entre d'altres.
- Begudes no alcohòliques (com per exemple, Mountain Dew), begudes energètiques, begudes esportives i d'altres.
- Snacks: crispetes amb sabors afegits, també els Doritos™, nachos, etc., xiclets, xips de patata, etc.
- Condiments, melmelades, mostasses, cogombrets en vinagre i d'altres.
- Altres aliments processats: cereals (com els corn flakes, muesli, etc.), arròs en algunes paelles processades, risotto, etc.), fideus, etc.

## Efecte potencial en la salut
Els símptomes per sensibilitat a la tartrazina poden ocórrer per la ingestió o per l'exposició de la pell. Els símptomes apareixen en un període que pot anar de després de pocs minuts a 6 - 14 hores.
Sembla que la tartrazina causa la major al·lèrgia o intolerància alimentària d'entre tots els colorants azo. Especial atenció s'ha prestat a la relació entre l'asma i la tartrazina. A la dècada de 1990 es va estendre el rumor que la tartrazina ocasionava impotència masculina i altres disfuncions sexuals, això no està documentat científicament.